# Красноармейский (Верхнедонской район)
Красноарме́йский — хутор в Верхнедонском районе Ростовской области.
Входит в состав Мешковского сельского поселения.

## Население
| 1989 | 2002 | 2010 |
| ---- | ---- | ---- |
| 53   | ↘25  | ↘7   |

## Улицы
На хуторе имеется одна улица: Красноармейская.